# Сялнага
Сялнага — река в России, протекает в Карелии. Впадает в Кондопожскую губу Онежского озера. Длина реки — 14 км.\
Река берёт начало из болота в 4 км к востоку от урочища Падас.

## Данные водного реестра
По данным государственного водного реестра России относится к Балтийскому бассейновому округу, водохозяйственный участок реки — Бассейн Онежского озера без рр. Шуя, Суна, Водла и Вытегра, речной подбассейн реки — Свирь (включая реки бассейна Онежского озера). Относится к речному бассейну реки Нева (включая бассейны рек Онежского и Ладожского озера).
Код объекта в государственном водном реестре — 01040100612102000014801.